# ذنبة (إب)
ذنبه هي إحدى قرى الجمهورية اليمنية. تتبع جغرافيا لمحافظة إب وإداريًا لمديرية جبله. يبلغ تعداد سكانها 1454 نسمة حسب الإحصاء الذي أجري عام 2004.